# Georges-Jean Pinault
Pour l’article homonyme, voir Georges Pinault.
Georges-Jean Pinault, né le 4 juillet 1955 à Paris, est un professeur de linguistique et de philologie à l'École pratique des hautes études. Normalien (promotion 1974), c'est un spécialiste mondialement reconnu du tokharien et de l'indo-européen. Élève d'Armand Minard, il est actuellement le principal professeur d'études indo-européennes en France. Il prend sa retraite en mai 2024 mais continue d'occuper sa chaire à l'École pratique des hautes études en tant que professeur émérite.

## Travaux
Georges-Jean Pinault a publié plus de deux cents articles sur la linguistique indo-européenne, et plusieurs livres sur le sujet, ainsi qu'un recueil d'articles Vedica sur l'indo-aryen.
Il est notamment connu pour avoir découvert ce qui sera nommé par d'autres la loi de Pinault (en), soit la chute des laryngales entre une consonne non-syllabique (non-voyelle) et un *y en proto-indo-européen.
Pinault a également proposé une étymologie du nom de l'ours en proto-indo-européen: *h2rtḱo- (qui donne arša- en avestique et arj en arménien, art en moyen-irlandais, etc.). Il propose d'analyser ce mot comme *h2rt-ḱó- soit 'celui de la patte', puisque la patte des ours est extrêmement puissante et meurtrière, avec des griffes longues et courbes. L'étymon *h2rt- est lié, d'après lui, au latin artūs 'membre, articulation', grec ἄρθρον 'articulation'.

## Ouvrages
- Sites divers de la région de Koutcha. Épigraphie koutchéenne (avec Chao Huashan, Simone Gaulier et al.) = Mission Paul Pelliot (Documents conservés au Musée Guimet et à la Bibliothèque Nationale), t. VIII, Paris, Instituts d’Asie du Collège de France, 1987.
- Introduction au tokharien. In : Lalies 7. Actes de la session de linguistique d’Aussois (27 août-1er septembre 1985), Paris, 1989, p. 5-224. Cinq chapitres : I. Données externes.- II. Phonologie.- III. Morphologie nominale.- IV. Morphologie verbale.- V. Lecture de textes
- Fragments of the Tocharian A Maitreyasamiti-Nâtaka of the Xinjiang Museum (China). Translitéré, traduit et annoté par Ji Xianlin, en collaboration avec Werner Winter and Georges-Jean Pinault, Berlin-New York, Mouton de Gruyter (Trends in Linguistics. Studies and Monographs 113), 1998, 392 pages, 88 planches de photographies.
- Chrestomathie tokharienne. Textes et grammaire, Leuven-Paris, Peeters (Collection linguistique publiée par la Société de Linguistique de Paris, t. XCV), 2008, 692 pages
- (en) Dictionary and Thesaurus of Tocharian A. Volume 1 : a-j. Compilé par Gerd Carling en collaboration avec Georges-Jean Pinault et Werner Winter, Wiesbaden, Harrassowitz Verlag, 2009, XXXIX+204 pages.
- Vedica. I. Etymologica. Recueil de 21 articles (1988-2016), avec index, Paris, Les Cent Chemins, 2019, XIII+554pages.  (ISBN 295708600X)
- Émile Benveniste, Langues, cultures, religions. Choix d’études réunies par Chloé Laplantine et Georges-Jean Pinault, Limoges, Editions Lambert-Lucas, 2015, XLIV+336 pages. Réédition de 34 articles de Benveniste avec index.
- Richard Pischel, Kleine Schriften. Herausgegeben von Nalini Balbir & Georges-Jean Pinault, Wiesbaden, Harrassowitz (Glasenapp-Stiftung, Bd. 48), 2 Teile, 2020. XCII+1269 pages.
- Dictionary and Thesaurus of Tocharian A. Gerd Carling & Georges-Jean Pinault, Wiesbaden, Harrassowitz, 2023, LI+564 pages.

## Fonctions
- Co-éditeur scientifique du périodique Tocharian and Indo-European Studies (TIES), Copenhagen, Museum Tusculanum Press.  
Chef du projet HisTochText (“History of the Tocharian Texts of the Pelliot Collection”), European Research Council. Advanced Grant (Action number 788205), 2018-2023. https://histochtext.huma-num.fr

## Distinction
- Officier des Palmes académiques, décret en date du 3 août 2017.
- Chevalier des Palmes académiques (décret en date du 16 septembre 2005[3]).